# 板谷祐三子
板谷 祐三子（いたや ゆみこ、本名同じ、1968年〈昭和43年〉3月5日 - ）は、日本の元アイドル歌手、元女優。神奈川県茅ヶ崎市出身、明大中野高校（定時制）出身、血液型はO型。
所属プロダクション：ABCプロダクション→サンクス→グローバル・サンミュージック→デュークハウスインク→ミスターセラ・プロジェクト→ネバーランド。

## 人物
1984年にアイドルユニット「セイントフォー」としてデビューし、アイドルとして活躍した。映画『プルメリアの伝説 天国のキッス』でのオーディションの時にスカウトされたのが芸能界入りのきっかけだった。
その後グループを脱退し、雑誌のグラビア、オリジナルビデオなどでヌードを披露。主にセクシー路線で活躍を続けた。
アイドル時代は「舌を3つに折りたたむことができる」という特技があったという。
2001年末に芸能界を引退。2025年現在は既に結婚し、子供がいるとのこと。
芸能界引退後の2005年8月、TBS「ウンナン&中村玉緒・感動!初恋!赤っ恥同窓会開きましたSP」にて番組出演。
2015年4月10日放送のTBS「爆報! THE フライデー」にて、セイントフォー初期メンバー3人が板谷とは現在連絡がつかないと公表している。

## 主な出演作品
セイントフォーとしての作品は当該項を参照。

### テレビドラマ
- このこ誰の子?（1986年10月 - 1987年3月、フジテレビ系）
- ニッセイ・ファミリースペシャル「二十歳の時」（1986年6月、フジテレビ系）
- 月曜ドラマランド「赤毛のアン子」（1986年11月3日、フジテレビ系）
- なんて素敵にジャパネスク（1986年12月27日、日本テレビ系）
- JTクリスマススペシャル「君がいた聖夜」（1992年12月24日、フジテレビ系）
- 誰にも言えない（1993年7月 - 9月、TBS系）
- はだかの刑事 最終話（1993年9月24日、日本テレビ）
- 白の条件（1994年4月 - 5月、関西テレビ・フジテレビ系）
- ウルトラマンダイナ（1997年9月 - 1998年8月、毎日放送・TBS系） - 神保紀子 役
- デジドラ・ワンシーン建設作業員編（1998年9月13日 - 9月19日、テレビ東京）
- 火曜サスペンス劇場「警視庁鑑識班7」（1999年6月22日、日本テレビ系）
- 金曜エンタテイメント「女医レイカ〜ローマ数字を残す猟奇殺人」（1999年8月6日、フジテレビ系）

### オリジナルビデオ
- スロッピー・ジョウ&ハートブレイク・カンパニー（1992年）
- Tバック・ハイスクール セクハラ教師をブッ飛ばせ！（1992年）- 主演
- くノ一忍法帖II 聖少女の秘宝（1992年） - 志乃 役
- 炎 極道地獄変（1997年）

### 映画
- 爆走トラッカー軍団（1994年、長石多可男監督）

### 舞台
- 虹伝説ピーターパン 航路008便テイクオフ
- 偽エカシの筏
- 豊饒の月
- The Actors Office Vol.5「蛍の樹」（1998年2月）
- 劇団「SATRYDOG」presents♯7「カノン」（1998年10月3日）

### TV
- オールナイトフジ延長戦（1988年4月 - 10月、フジテレビ）
- BGBの深夜遊戯DX（1991年4月、テレビ東京）
- ウンナン&中村玉緒・感動!初恋!赤っ恥同窓会開きましたSP（2005年8月、TBS）

### ラジオ
- 青春アドベンチャー「海賊モア船長の遍歴」（1999年1月4日 - 1月29日、NHK-FM） - スービア 役
- ABCラジオジラ[1]
- 板谷祐三子のチコチコ・クエント（1986年4月？ - 1989年3月？　毎週月曜深夜1時 - 1時30分、FM宮崎）

### CM
- ハウス食品 たまごにグー（1984年）

## 作品

### 写真集
- インプレッション（1988年9月、リイド社、撮影：瀬古正二）ISBN 978-4845810062
- 悪戯(コスモスブックスシリーズ)（1990年2月、サン出版、撮影：橋本雅司）ISBN 978-4914967055
- 鏡の誘惑（1990年6月、スコラ、撮影：野村誠一）ISBN 978-4796200172
- tiare（1991年1月、ワニブックス、撮影：小沢忠恭）ISBN 978-4847021701
- ラ・フェス(My Collection)（1992年3月、ミュージックラボ、撮影：渡辺達生）ISBN 978-4885543180
- Y（1993年9月、ワニブックス、撮影：井ノ元浩二）ISBN 978-4847023354
- Widow（1995年5月、ワニブックス、撮影：西田幸樹）ISBN 978-4847023996
- H2O YUMIKO ITAYA（1997年5月、英知出版、撮影：井ノ元浩二）ISBN 978-4754211639

### イメージビデオ・DVD
- アクトレスアイドルビデオ 板谷祐三子 インプレッション（リイド社）
- スコラビデオ 板谷祐三子（スコラ）
- このときめき（サザンクロスビデオアーツ）
- Heart Of Dreams（1992年2月、大陸書房）
- SOUTHERN WIND（1992年7月、サザンクロスビデオアーツ）
- SOUTHERN WIND2（1993年2月、サザンクロスビデオアーツ）
- アイドル黄金伝説 板谷祐三子（2001年6月、ブロードウェイ）